# Янкуловски, Мице
Мицко Мице Янкуловски (макед. Мицко Мице Јанкуловски; 1954, Сливово, Охрид) — художник и карикатурист из Северной Македонии.

## Биография
Янкуловски — мультимедийный художник, с ранней юности рисовал, пробуя в работе различные материалы и приемы, включая сатирические рисунки на стекле, от палиндрома к мультфильму и анимации. Он также создавал мультфильмы и в 1978 году дебютировал в Вардаре с анимационным фильмом «Перетяни» (макед. „Повлечи – потегни“). Окончил архитектурный факультет в Скопье.
Живёт в Скопье, является директором Остена и президентом Ассоциации мультипликаторов Северной Македонии.

## Творчество и признание
Янкуловски представил более сорока персональных выставок в престижных площадках по всей Северной Македонии, а также за рубежом, среди которых: Арт-Салоники (Салоники, Греция), Биеннале Флоренция, Дворец Ca 'Zanardi, Венеция (Италия), Варненская городская галерея (Болгария), Галерея «Лола Николау» в Салониках (Греция), Архив Мизерикордия, Венеция (Италия), Государственный музей изобразительного искусства и скульптуры в Анкаре (Турция), Югославский культурный центр в Париже (Франция).
Ему присудили премию «Эль Греко» как лучшему художнику на «Art Thesaloniki 2019», премию «Lorenzo Il Magnifico» на 12-м Флоренцийском биеннале 2019 года за выдающиеся достижения при жизни, получил более 10 наград за достижения на протяжении 50-летней творческой деятельности. Среди них: премия «Художник мира» на Биеннале в Ларнаке (Кипр; 2018), Гран-при на 19-й Международной биеннале графики в Варне, Болгария (2017), где он также получил награду за лучшую выставку года. Ему вручен почетный знак Министерства культуры Болгарии (2012). Ранее был удостоен Гран-при Всемирной галереи карикатур в Скопье (1997), Специальной премии Всемирной галереи карикатур, Первой премии Ассоциации карикатур Северной Македонии, Хартии изобразительных искусств Арбитражного сообщества Северной Македонии. Удостоен награды от 13 ноября от Скопье (1985) и Специального приза Всемирной галереи мультфильмов в Скопье (1979). Получил высшую награду за высокие достижения в живописи «Lorenzo Il Magnifico» на 12-м Международном биеннале современного искусства, который проходил во Флоренции, Италия.
Кроме того, художник сделал свой вклад в развитие изобразительного искусства во всем мире благодаря его преданности как основателя Музею рисования в Остене, президента Биеннале рисования Остена и президента Ассоциации мультипликаторов Северной Македонии.